# Comuna de Dubicze Cerkiewne
Dubicze Cerkiewne (polaco: Gmina Dubicze Cerkiewne) é uma gminy (comuna) na Polónia, na voivodia de Podláquia e no condado de Hajnówka. A sede do condado é a cidade de Dubicze Cerkiewne.
De acordo com os censos de 2004, a comuna tem 1953 habitantes, com uma densidade 12,9 hab/km².

## Área
Estende-se por uma área de 151,19 km², incluindo:
- área agricola: 46%
- área florestal: 45%

## Demografia
Dados de 30 de Junho 2004:
|                      | Total   | Total | Mulheres | Mulheres | Homens  | Homens |
| -------------------- | ------- | ----- | -------- | -------- | ------- | ------ |
|                      | pessoas | %     | pessoas  | %        | pessoas | %      |
| População            | 1953    | 100   | 976      | 50       | 977     | 50     |
| Densidade (pop./km²) | 12,9    | 100   | 6,5      | 6,5      | 6,5     | 6,5    |

De acordo com dados de 2002, o rendimento médio per capita ascendia a 1483,18 zł.

## Comunas vizinhas
- Czyże, Hajnówka, Kleszczele, Comuna de Orla.